# سونیپات
سونیپات (به انگلیسی: Sonipat) یک شهر و شرکت شهرداری در ایالت هریانا در شمال هند است که در منطقه پایتخت ملی در ۴۳ کیلومتری شهر دلهی قرار دارد. رودخانهٔ یمونا در مرز شرفی سونیپط جریان دارد.
در ۲۲ دسامبر ۱۹۷۲ سونیپط از ناحیهٔ روحتک (Rohtak) جدا و یک ناحیه مستقل شد.

## نماشناسی
نام سونیپط به چهار نام شناخته شده‌است. نام شهر سونیپط در دردوره باستان "سونپراسثا " بوده‌است. مدت‌ها بعد این نام به "سوارناپراسثا" (شهر طلایی) تغییر کرد. بعد به یک نام دیگر - "سوارنپط" - تغییر کرد، و بعد به "سونیپط".

## ذکر در تاریخ
سونیپط در حماسه هندویی «مهاباراتا» نام برده می‌شود. پنج برادر از خاندان پنداوا شهر سونپراسثا را تأسیس کردند. سونیپط یکی از پنج شهری بود که یودهیشتیرا آن‌ها را در عوض صلح و پادشاهی از دریودهی در خواست کرده بود. پانینی یکی از زبان شناسان بانام هند باستان به شهر سونیپط در رساله خود در مورد زبان سانسکریت اشاره کرده بود.

## موقعیت
سونیپط در ۲۸٫۹۸°N 77.02°E قرار دارد. ارتفاع متوسط آن ۲۲۴٫۱۵ متر بالای سطح دریا (۷۳۵٫۴ فوت) است. مساحت کل ناحیهٔ سونیپط ۲۲۶۰ کیلومتر مربع است.

## آب و هوا
سونیپط دارای آب و هوا ی خشک با تابستان‌های گرم و زمستان سرد است. در طول فصل موسوم (از ماه جولای تا سپتامبر) آب و هوایش ملایمتر می‌شود.

## جمعیت
در سال ۲۰۱۱، جمعیت سونیپط ۲۷۸٬۱۴۹ نفر بود. جمعیت پهنه کلا نشهری سونیپط ۲۸۹٬۳۳۳ نفر بود.